# Tristram Dalton
Tristram Dalton (28 mai 1738, Newburyport – 30 mai 1817, Boston) est un homme politique américain. Il est sénateur du Massachusetts dans le 1er Congrès, de 1789 à 1791.